# Eva Bosáková

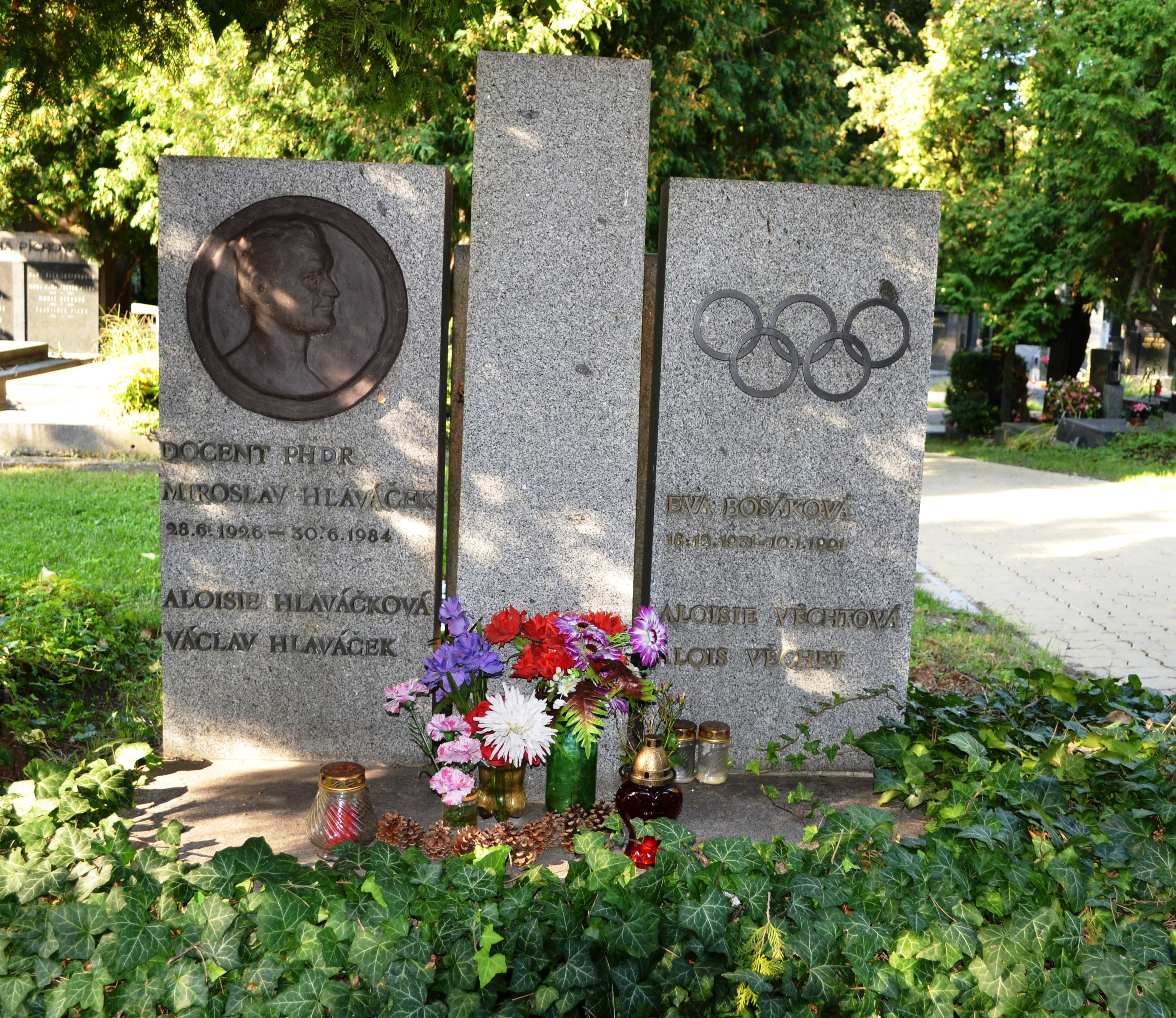
Hrob na Vinohradském hřbitově v Praze

Eva Bosáková-Hlaváčková, rozená Věchtová (18. prosince 1931 Mladá Boleslav – 10. ledna 1991 Praha) byla česká sportovní gymnastka, olympijská vítězka a dvojnásobná mistryně světa.

## Životopis
Narodila se v sokolské rodině, její otec Alois Věchet byl vynikajícím sokolským gymnastou a účastník letních olympijských her v Berlíně. Od dětství se, zprvu pod vedením svého otce, později Luboše Ogouna, věnovala gymnastice. Byla též výborná krasobruslařka a hrála házenou, ale gymnastika zvítězila.
V roce 1949 byla první mezi dorostenkami v přeboru Československé obce sokolské a následující rok již reprezentovala Československo při mezinárodním utkání s Rumunskem. Po ukončení gymnázia studovala Institut tělesné výchovy a sportu.
V 21 letech v roce 1952 na olympijských hrách v Helsinkách největší měrou přispěla k třetímu místu československého družstva. V následujících letech se, zprvu ztěžka, prosazovala s novým pojetím, když do svých volných sestav zařazovala akrobatické a taneční prvky.
Na mistrovství světa v Římě v roce 1954 získala bronzovou medaili ve víceboji družstev (Bosáková, Brdíčková, Drazdíková, Chadimová, Lišková, Marejková, Reichová, Vančurová).
Od počátku roku 1954 byla tajnou spolupracovnicí StB s krycím jménem Doktor.
Na prvním mistrovství Evropy v Bukurešti v roce 1957 pak Bosáková končí dvakrát třetí – v prostných a na kladině.
Na olympiádě v australském Melbourne získala stříbro na kladině, v  prostných a na bradlech skončila na čtvrtém místě. Na MS v roce 1958 jako první závodnice předvedla ve finále prostných salto vzad a za předvedenou sestavu dostala jednu ze svých dvou tam vybojovaných zlatých medailí.
Po slabší sezóně v roce 1959, kdy je Eva Bosáková na mistrovství Evropy v Krakově třetí v prostných, čtvrtá na kladině a pátá ve čtyřboji jednotlivkyň, pak přichází rok 1960 a XVII. olympijské hry v Římě, které se stávají druhým vrcholem sportovní kariéry Evy Bosákové. Získala zlato na kladině a stala se tak jedinou závodnicí, která narušila jinak 100% medailový zisk reprezentantek Sovětského svazu. Navíc v prostných skončila na čtvrtém místě, a výrazně tak pomohla československému družstvu ke stříbrným medailím. Po těchto úspěších získala také ocenění nejlepší sportovec roku ČSSR.
Připravovala se ještě na olympiádu v Tokiu v roce 1964, ale ještě před jejím zahájením byla z dosud ne zcela vyjasněných důvodů přinucena vzdát se reprezentace. Poté pracovala v šoubyznysu, nejprve v Československé lední revue, v letech 1965–1966 pak spolu s basketbalovými kouzelníky Harlem Globetrotters. Po návratu do vlasti ji agentura Pragokoncert zaměstnávala v různých revuálních programech v zahraničí, vedla kurzy redukční gymnastiky pro ženy a koncem sedmdesátých let se vrátila ke své profesi jako vedoucí trenérka tréninkového střediska mládeže, kde měla na starosti začínající gymnastky. Po roce 1989 začala pracovat na projektu polyfunkčního domu ženské krásy.
Dne 11. ledna 1991 měla ve vinárně U Fausta v Praze na Karlově náměstí schůzku se svým právníkem. Na schůzce náhle omdlela a ani okamžitý zásah přítomných lékařů z blízké nemocnice ji nezachránil. Smrt způsobilo prasknutí krční tepny v místě chorobného rozšíření tepny (aneurysma). Jednalo se o vrozenou skrytou vadu, následná pitva navíc odhalila dva malé infarkty, které Eva Bosáková patrně bez povšimnutí prodělala. Pohřbena je na pražském Vinohradském hřbitově.

## Mistrovství Evropy
- 1957: Bukurešť (Rumunsko), kladina, 3. místo
- 1957: Bukurešť (Rumunsko), prostná, 3. místo
- 1959: Krakov (Polsko), prostná 3. místo

## Mistrovství světa
- 1954: Řím (Itálie), víceboj jednotlivkyň, 2. místo
- 1954: Řím (Itálie), kladina, 2. místo
- 1954: Řím (Itálie), prostná, 2. místo
- 1954: Řím (Itálie), družstva, 3. místo
- 1958: Moskva (SSSR), prostná, 1. místo
- 1958: Moskva (SSSR), kladina, 1. místo
- 1958: Moskva (SSSR), víceboj, 2. místo
- 1958: Moskva (SSSR), bradla, 2. místo
- 1958: Moskva (SSSR), družstva, 2. místo
- 1962: Praha (Československo) kladina, 1. místo
- 1962: Praha (Československo) bradla, 2. místo
- 1962: Praha (Československo) družstva, 2. místo

## Olympijské hry
- 1952: Helsinky (Finsko), družstva, 3. místo
- 1956: Melbourne (Austrálie), kladina, 2. místo
- 1960: Řím (Itálie), kladina, 1. místo
- 1960: Řím (Itálie), družstva, 2. místo

### Poznámka
1. ↑  Datum úmrtí 11. ledna udává například časopis Reflex nebo portál Lidovky (viz reference). To je v rozporu s obecně udávaným datem 10. ledna (viz např. údaj na hrobu E. B.).